# Pareurythoe elongata
Pareurythoe elongata är en ringmaskart som först beskrevs av Treadwell 1931.  Pareurythoe elongata ingår i släktet Pareurythoe och familjen Amphinomidae. Inga underarter finns listade i Catalogue of Life.